# Kentänpää
Kentänpää är en tidigare småort i Svansteins distrikt (Övertorneå socken) i Övertorneå kommun, Norrbottens län. Den ligger alldeles norr om Svanstein och avgränsades som småort för första gången 2010. Den 31 december 2010 hade Kentänpää 61  invånare. Vid 2015 års småortsavgränsning hade orten vuxit samman med Svansteins småort.

## Befolkningsutveckling
| Befolkningsutvecklingen i Kentänpää 2010–2010                       | Befolkningsutvecklingen i Kentänpää 2010–2010 | Befolkningsutvecklingen i Kentänpää 2010–2010 | Befolkningsutvecklingen i Kentänpää 2010–2010 | Befolkningsutvecklingen i Kentänpää 2010–2010 |
| ------------------------------------------------------------------- | --------------------------------------------- | --------------------------------------------- | --------------------------------------------- | --------------------------------------------- |
|                                                                     |                                               |                                               |                                               |                                               |
| År                                                                  |                                               |                                               | Folkmängd                                     | Areal (ha)                                    |
| 2010                                                                | 2010                                          |                                               | 61                                            | 13#                                           |
| Anm.: Ny småort 2010. Sammanvuxen med Svanstein 2015. # Som småort. |                                               |                                               |                                               |                                               |